# TMEM8B
TMEM8B (англ. Transmembrane protein 8B) – білок, який кодується однойменним геном, розташованим у людей на короткому плечі 9-ї хромосоми. Довжина поліпептидного ланцюга білка становить 472 амінокислот, а молекулярна маса — 51 941.
| 10         |  | 20         |  | 30         |  | 40         |  | 50         |
| ---------- |  | ---------- |  | ---------- |  | ---------- |  | ---------- |
| MNMPQSLGNQ |  | PLPPEPPSLG |  | TPAEGPGTTS |  | PPEHCWPVRP |  | TLRNELDTFS |
| VHFYIFFGPS |  | VALPPERPAV |  | FAMRLLPVLD |  | SGGVLSLELQ |  | LNASSVRQEN |
| VTVFGCLTHE |  | VPLSLGDAAV |  | TCSKESLAGF |  | LLSVSATTRV |  | ARLRIPFPQT |
| GTWFLALRSL |  | CGVGPRFVRC |  | RNATAEVRMR |  | TFLSPCVDDC |  | GPYGQCKLLR |
| THNYLYAACE |  | CKAGWRGWGC |  | TDSADALTYG |  | FQLLSTLLLC |  | LSNLMFLPPV |
| VLAIRSRYVL |  | EAAVYTFTMF |  | FSTFYHACDQ |  | PGIVVFCIMD |  | YDVLQFCDFL |
| GSLMSVWVTV |  | IAMARLQPVV |  | KQVLYLLGAM |  | LLSMALQLDR |  | HGLWNLLGPS |
| LFALGILATA |  | WTVRSVRRRH |  | CYPPTWRRWL |  | FYLCPGSLIA |  | GSAVLLYAFV |
| ETRDNYFYIH |  | SIWHMLIAGS |  | VGFLLPPRAK |  | TDHGVPSGAR |  | ARGCGYQLCI |
| NEQEELGLVG |  | PGGATVSSIC |  | AS         |  |            |  |            |

A: Аланін

C: Цистеїн

D: Аспарагінова кислота

E: Глутамінова кислота

F: Фенілаланін

G: Гліцин

H: Гістидин

I: Ізолейцин

K: Лізин

L: Лейцин

M: Метіонін

N: Аспарагін

P: Пролін

Q: Глутамін

R: Аргінін

S: Серин

T: Треонін

V: Валін

W: Триптофан

Задіяний у таких біологічних процесах, як клітинна адгезія, регуляція росту, альтернативний сплайсинг. 
Локалізований у клітинній мембрані, цитоплазмі, ядрі, мембрані, мітохондрії, ендоплазматичному ретикулумі.